# Аустријска Шлеска
Аустријска Шлеска или Шлезија или Аустријски Шљонск (њем. Österreichisch Schlesien, шл. , пољ. Śląsk Austriacki), или Војводство горње и доње Шлеске или Шлезије (њем. Herzogtum Ober- und Niederschlesien, чеш. Vévodství Horní a Dolní Slezsko), је било војводство у саставу Светог римског царства, Аустријског царства и Аустроугарске све до 1918.

## Географија
Аустријска Шлезија је била састављена од два дијела, прекинута области Моравијом. Западни дио територије се граничио са Њемачком, покрајином Моравијом, а мали дио га је одвајао од границе са Бохемијом. Источни дио се граничио са Галицијом, Угарском, Моравијом и Њемачком

## Историја
Војводство горње и доње Шлезије је постојало још од 1146. као дио Светог римског царства. Касније је подијељено на више дијелова. Између 1335. и 1346. је постало дио Краљевине Бохемије, а 1526. га је стекла Хабзбуршка монархија. Године 1742, Аустрија је већи дио Шлеске дала Пруској. Од тада па до 1918, је мали дио Шлезије био у саставу Аустрије и Аустроугарске.

## Демографија

### Попис становништва 1851. године
По попису из 1851. у Аустријској Шлезији је било 438.586 становника. Највише је било Словена (Чеха и Пољака), а мало мање Нијемаца. Подаци о матерњем језику:
| Матерњи језик                     | Становништво | Проценат |
| --------------------------------- | ------------ | -------- |
| словенски језици (пољски и чешки) | 223.679      | 51%      |
| њемачки                           | 210.521      | 48%      |
| остали (Јевреји)                  | 4.386        | 1%       |
| укупно                            | 438.586      | 100%     |

### Попис становништва 1890. године
По попису из 1890. у Аустријској Шлезији је било 605.649 становника. Становништво је повећано за 167.063 у односу на 1851. годину.

### Попис становништва 1895. године
По попису из 1895. у Аустријској Шлезији је било 634.324 становника. Становништво је повећано за 28.675 у односу на 1890. годину.

### Попис становништва 1900. године
По попису из 1900. у Аустријској Шлезији је било 680.422 становника. Становништво је повећано за 46.098 у односу на 1895. годину. По попису, највише се говорио њемачки језик, а онда пољски и чешки. Подаци о матерњем језику:
| Матерњи језик | Број становника | Проценат |
| ------------- | --------------- | -------- |
| њемачки       | 304.149         | 44,7%    |
| пољски        | 225.900         | 33,2%    |
| чешки         | 150.373         | 22,1%    |
| Укупно        | 680.422         | 100%     |

### Попис становништва 1910. године
По попису из 1910. у Аустријској Шлезији је било 756.949 становника. Број становника на километру квадратноме је био 147. Становништво је повећано за 76.527 у односу на 1900. годину.

#### Матерњи језик
Највише се говорио њемачки језик, па словенски језици (пољски, па чешки).
| Матерњи језик | Становништво | Проценат |
| ------------- | ------------ | -------- |
| њемачки       | 325.523      | 43%      |
| пољски        | 235.224      | 31,08%   |
| чешки         | 180.348      | 23,83%   |
| остали        | 15.854       | 2%       |
| укупно        | 756.949      | 100%     |

#### Религија
Највише је било римокатолика, па евангелиста и мало јевреја.
| Религија     | Становништво | Проценат |
| ------------ | ------------ | -------- |
| римокатолици | 641.435      | 84,74%   |
| евангелисти  | 102.072      | 13,48%   |
| јевреји      | 13.442       | 1,78%    |
| Укупно       | 756.949      | 100%     |

## Градови
Градови већи од 10.000 становника према попису 1880. године:
| Мјесто | Град               | Број становника (1880) | Број становника (1910) |
| ------ | ------------------ | ---------------------- | ---------------------- |
| 1.     | Опава              | 20.563                 | 30.762                 |
| 2.     | Бијелско           | 13.060                 | 18.568                 |
| 3.     | Ћешин-Чешки Тјешин | 13.004                 | Н/А                    |
| 4.     | Крнов              | 11.792                 | Н/А                    |

## Администрација
Аустријска Шлеска је била подијељена на два дијела, који су се послије револуције 1848. у Аустријском царству раставили на доста мањих територија-области. Области по броју становника из 1905. године:
| Мјесто | Назив области | Становништво |
| ------ | ------------- | ------------ |
| 1.     | Фројстат      | 122.030      |
| 2.     | Тропау        | 102.552      |
| 3.     | Јагерндорф    | 98.957       |
| 4.     | Бијелиц       | 82.835       |
| 5.     | Фривалдов     | 68.823       |
| 6.     | Вагстат       | 66.990       |
| 7.     | Тјешин        | 60.785       |
| 8.     | Фројдентал    | 49.306       |
| 9.     | Фридек        | 45.462       |